# Canggang (köpinghuvudort i Kina, Hunan Sheng, lat 28,91, long 111,89)
Canggang är en köpinghuvudort i Kina. Den ligger i provinsen Hunan, i den södra delen av landet, omkring 130 kilometer nordväst om provinshuvudstaden Changsha. Antalet invånare är 20 037. Befolkningen består av 9 938 kvinnor och 10 099 män. Barn under 15 år utgör 12,0 %, vuxna 15-64 år 75 %, och äldre över 65 år 11,0 %.
Runt Canggang är det tätbefolkat, med 411 invånare per kvadratkilometer. Närmaste större samhälle är Shimenqiao, 14,7 km väster om Canggang. Trakten runt Canggang består till största delen av jordbruksmark.
Genomsnittlig årsnederbörd är 1 808 millimeter. Den regnigaste månaden är maj, med i genomsnitt 302 mm nederbörd, och den torraste är december, med 45 mm nederbörd.